# Консовский, Алексей Анатольевич
Алексей Анатольевич Консо́вский (15 (28) января 1912, Москва — 20 июля 1991, там же) — советский актёр театра, кино и озвучивания. Народный артист РСФСР (1976).

## Биография
Алексей Консовский родился в 15 (28) января 1912 года в Москве в рабочей семье.
Брат — Дмитрий Консовский (1907—1938) — актёр («Земля жаждет», «Дезертир»), во время съёмок в фильме «Строгий юноша» в 1934 году был арестован НКВД, умер незадолго до исполнения приговора — расстрел в 1938 году.
В 1933 году Алексей Консовский окончил техникум при театре имени Всеволода Мейерхольда и до 1935 года играл в этом театре.
В 1935—1936 годах — артист студии под руководством Николая Хмелёва,
в 1937—1938 годах — артист Московского ТРАМа,
в 1938—1939 годах — Ленинградского ЛТК,
в 1940—1943 годах — артист киностудии «Союздетфильм»,
в 1943—1950 и в 1953—1986 — артист МАДТ имени Моссовета,
в 1950—1953 годах — артист МДТ имени М. Н. Ермоловой.
Скончался на 80-м году жизни 20 июля 1991 года в Москве. Похоронен в Москве на Ваганьковском кладбище (уч. 38).

## Семья
Гражданская жена — Зоя Александровна Шухгальтер. Сын Вадим, родился в начале в 1930-х и погиб в возрасте 19 лет.
Первая жена — актриса Вера Алтайская (1919—1978). Дочь Светлана (1941—1994), работала в комитете по телевидению и радиовещанию.
Вторая жена — Антонина Елисеева (1917—1984), актриса Центрального детского театра.
Третья жена (с 1970 по 1991 г.) — Марина Рафаиловна Колумбова (24.12.1921—15.01.2019), актриса Театра сатиры, Москонцерта.

## Награды и премии
- Орден «Знак Почёта» (1949)[5].
- Народный артист РСФСР (1976).
- Заслуженный артист РСФСР (1964).
- Государственная премия РСФСР имени братьев Васильевых (1966 — за чтение авторского текста в научно-популярных фильмах «Рукописи Ленина», 1960; «Знамя партии», 1961; «Ленин. Последние страницы», 1963).

## Творчество
Создатель таких поэтических образов, как Принц в «Золушке» (1947), Лётчик и Лис из радиоспектакля по мотивам повести «Маленький принц» Сент-Экзюпери и Михаил Лермонтов в биографической ленте о жизни поэта.
Манера его игры отличалась редкой актёрской чуткостью. В послереволюционные и предвоенные времена, он изображал хрупких и ранимых героев с глубоким духовным миром.
Начал работать со звуком с Марией Бабановой, которую считал своим учителем. Вдвоём они записали аудиоспектакль «Маленький принц», в котором Бабанова сыграла принца, а Консовский — всех остальных персонажей; запись получила высокую оценку специалистов. Помимо участия в радиоспектаклях, Консовский стал голосом художественного и документального кино, мастером дубляжа.

### Роли в театре
Студия под руководством Н. П. Хмелёва
- 1936 — «Комедианты» Х. Бенавенте (реж. Николай Хмелёв) — Леандро

Театр имени М. Н. Ермоловой
- 1950 — «Дачники» М. Горького (реж. Андрей Лобанов) — Рюмин Павел Сергеевич
- 1952 — «Достигаев и другие» М. Горького (реж. Андрей Лобанов) — Звонцов

МАДТ имени Моссовета
- 1944 — «Забавный случай» К. Гольдони (реж. Юрий Завадский) — Гасконь
- 1954 — «История одной любви» К. Симонова (реж. Тенгиз Кандинашвили) — Андрей Ваганов
- 1955 — «Первая весна» Г. Николаевой и С. Радзинского (реж. Юрий Завадский) — Алексей Чаликов
- 1962 — «Бунт женщин» Н. Хикмета по комедии Аристофана (реж. Юрий Завадский) — Роберто
- 1964 — «Маскарад» Ю. Лермонтова (реж. Юрий Завадский) — Неизвестный
- 1966 — «Странная миссис Сэвидж» Дж. Патрика (реж. Леонид Варпаховский) — Судья Сэмуэл
- 1971 — «Золото, золото, сердце народное» по произведениям Н. Некрасова (реж. Евгений Завадский) — Автор
- 1976 — «На полпути к вершине» П. Устинова (реж. Павел Хомский) — Викарий
- 1979 — «Братья Карамазовы» по роману Ф. Достоевского (реж. Павел Хомский) — Старец Зосима
- 1979 — «Смерть Пазухина» М. Салтыкова-Щедрина (реж. Борис Щедрин) — Доброзраков
- 1981 — «ОБЭЖ» Б. Нушича (реж. Мирослав Белович) — Жан
- 1983 — «Суд над судьями» Э. Манн (реж. Павел Хомский) — Судья Норрис

### Роли в кино
- 1936 — Последняя ночь — Кузьма Захаркин
- 1938 — Болотные солдаты — Франц Мюллер
- 1938 — Семья Оппенгейм — Рихард
- 1939 — Комендант Птичьего острова — радист-японец
- 1939 — Шёл солдат с фронта — Микола
- 1939 — Член правительства — Петя
- 1941 — Дочь моряка — Крутиков
- 1941 — Как поссорился Иван Иванович с Иваном Никифоровичем — Николай Васильевич Гоголь
- 1941 — Семья Януш — Жорка
- 1942 — Машенька — Муряга, молодой таксист
- 1943 — Мы с Урала — Кузя Заварин
- 1943 — Принц и нищий — Гуго
- 1943 — Лермонтов — Лермонтов
- 1944 — Морской батальон — Фролкин
- 1945 — Это было в Донбассе — гимназист
- 1946 — Синегория — Лёшка Ходуля
- 1946 — Большая жизнь. 2 серия — Алёша
- 1947 — Золушка — Принц
- 1947 — Весна — актёр в роли Гоголя
- 1947 — Сельская учительница — Коля Шарыгин
- 1948 — Мичурин — гость на вечере
- 1951 — Тарас Шевченко — Владимир Степанович Курочкин
- 1955 — Михайло Ломоносов — Григорий Николаевич Теплов
- 1958 — Отцы и дети — Николай Петрович Кирсанов
- 1959 — Сын Иристона — Александр Михайлович Опекушин
- 1964 — Обыкновенное чудо — Волшебник
- 1985 — Неудобный человек — руководящий работник
- 1986 — Счастлив, кто любил… — букинист
- 1986 — Вам что, наша власть не нравится? — Николай Долбежов
- 1988 — Артистка из Грибова — актер на радио
- 1990 — Распад — старичок
- 1990 — Похороны Сталина — арестованный

### Работы на телевидении
- 1968 — Товарищи потомки (документальный фильм)
- 1970 — Мастера экрана: А. А. Консовский (передача)
- 1971 — Любимые страницы. Искусство принадлежит народу (фильм-спектакль)
- 1974 — Музей В. А. Тропинина (передача)
- 1974 — Горел неугасимый свет (литературная передача)
- 1975 — Странная миссис Сэвидж (телеспектакль)
- 1976 — Слушая Софроницкого (фильм-концерт)
- 1977 — Музей-усадьба Абрамцево (передача)
- 1978 — На полпути к вершине (телеспектакль)
- 1979 — Мир в зеркальце (телефильм)
- 1981 — Смерть Пазухина (телеспектакль)
- 1980 — К 80-летию со дня рождения С. Я. Лемешева (передача)
- 1984 — Путешествие по Москве-реке (документальный фильм)
- 1985 — Песни о Родине Сергея Есенина (концертная программа)
- 1988 — Артистка из Грибова (телефильм)
- 1989 — Средь шумного бала (документальный фильм)

### Озвучивание
Художественные фильмы
- 1947 — Алишер Навои — Алишер Навои (роль Раззака Хамраева)
- 1952 — Покорители вершин — Семен Ломидзе (роль Георгия Шавгулидзе)
- 1957 — Заноза — Георгий (роль Тенгиза Мушкудиани)
- 1958 — Тени ползут — Кемал Захидов (роль Исмаила Дагестанлы)
- 1960 — Воскресение — Авторский текст
- 1962 — Тудор — Григоре Брынковяну, великий бан Крайовы
- 1963 — Состязание — Шукур-бахши (роль Амана Хандурдыева)
- 1964 — Москва — Генуя — Закадровый текст
- 1965 — Верная Рука — друг индейцев — Джонни Гарден
- 1966 — Я всё помню, Ричард — Янис (роль Хария Лиепиньша)
- 1966 — Снежная королева — голос Оленя
- 1966 — Хевсурская баллада — Имеда Звиадаури (роль Тенгиза Арчвадзе)
- 1969 — Красная палатка — Умберто Нобиле (роль Питера Финча)
- 1970 — Чёрная гора — Рассказчик
- 1972 — Воскресный музыкант — Рассказчик
- 1972 — Жизнь и удивительные приключения Робинзона Крузо — Робинзон (роль Леонида Куравлёва)
- 1973 — Похищение Луны — Тариэл Шервашидзе (роль Акакия Васадзе)
- 1973 — Всадник без головы — Кассий Колхаун (роль Аарне Юкскулы)
- 1973 — Старые стены — Павлик (роль Евгения Киндинова)
- 1974 — Авария — Судья (роль Юри Ярвета)
- 1975 — Соло для слона с оркестром — Профессор Ружичка (роль Иржи Совака)
- 1975 — Приключения Буратино — голос Говорящего Сверчка
- 1975 — Школа господина Мауруса — Маурус (роль Антса Эсколы)
- 1977 — Волшебный голос Джельсомино — голос рассказчика (Джанни Родари)
- 1978 — Где ты был, Одиссей? — Одиссей (роль Донатаса Баниониса)
- 1979 — Карл Маркс. Молодые годы — Людвиг фон Вестфален (роль Рудольфа Кристофа)

Документальные фильмы
- 1949 — Пушкинские дни (документальный)
- 1950 — У берегов Телецкого озера (научно-популярный)
- 1961 — Знамя партии (научно-популярный)
- 1962 — Зову живых! (документальный)
- 1962 — Недаром помнит вся Россия (документальный)
- 1963 — Ленин. Последние страницы (научно-популярный)
- 1963 — Мы на Волге живём (документальный)
- 1963 — Слово о Ростове Великом (документальный)
- 1965 — Сергей Есенин (документально-игровой)
- 1966 — Мир без игры (документальный)
- 1966 — Подвиг (документальный)
- 1966 — Лондонский концерт (документальный)
- 1967 — Страна моя (документальный)
- 1967 — Гибель Пушкина (научно-популярный)
- 1967 — Язык животных (научно-популярный)
- 1969 — Франция, песня (документальный, реж. Юрий Альдохин)
- 1970 — Думают ли животные (научно-популярный)
- 1970 — Глазами друга (документальный)
- 1971 — Крестьяне (документальный)
- 1973 — Я встаю в предрассветный час (документальный)
- 1973 — Во весь голос (документальный)
- 1973 — Возвращённая песня (документальный)
- 1974 — Такая молодёжь (документальный)
- 1976 — Шаги истории (документальный)
- 1979 — Красный дьявол (документальный)
- 1980 — Мстислав Келдыш (документальный)

Мультфильмы
- 1947 — Тебе, Москва! — рассказчик
- 1951 — Сказка о мёртвой царевне и о семи богатырях — королевич Елисей
- 1952 — Аленький цветочек — Чудовище, он же царевич
- 1952 — Снегурочка — Мизгирь
- 1953 — Сестрица Алёнушка и братец Иванушка — добрый молодец
- 1955 — Заколдованный мальчик — аист Эрменрих / один из гусей
- 1956 — Двенадцать месяцев — братец Апрель
- 1957 — Снежная королева — Олень
- 1958 — Сказка о Мальчише-Кибальчише — гонец
- 1959 — Янтарный замок — Каститис
- 1959 — День рождения — Тур
- 1962 — Слова и буквы (Фитиль № 4) — читает текст
- 1962 — Юбилей (Фитиль № 5) — рассказчик
- 1963 — Три толстяка — Тибул
- 1963 — Дочь солнца — Этувги
- 1963 — Африканская сказка — рассказчик
- 1964 — Храбрый портняжка — рассказчик
- 1965 — Наргис — Сурия, бог солнца / рассказчик
- 1966 — Знакомые лица — рассказчик
- 1967 — Будильник — рассказчик
- 1967 — Машинка времени — Оратор
- 1967 — Пророки и уроки — читает текст (в титрах не указан)
- 1967 — Раз, два — дружно! — Лось
- 1967 — Сказка о золотом петушке — текст от автора / младший царевич
- 1968 — Кот, который гулял сам по себе — рассказчик
- 1968 — Пингвины — рассказчик
- 1969 — Возвращение с Олимпа — Геракл
- 1969 — Вятская лошадка — читает текст[7]
- 1969 — Капризная принцесса — Рыцарь / стражник
- 1970 — Кентервильское привидение — лорд Кентервиль
- 1971 — Лабиринт. Подвиги Тесея — Тесей
- 1971 — Аргонавты — Орфей
- 1971 — Слово о хлебе — рассказчик
- 1972 — Рассказы старого моряка. Антарктида — текст из дневника астронома Симонова
- 1972 — Мастер из Кламси — рассказчик
- 1972 — Фаэтон сын Солнца — лектор
- 1973 — Аврора — рассказчик
- 1974 — Зубик (Фитиль № 141) — папа
- 1974 — Прометей — Прометей
- 1975 — Чёрная курица — учитель
- 1975 — Илья Муромец. Пролог — рассказчик
- 1976 — Дорогой улов (Фитиль № 165) — рыбинспектор
- 1976 — Стойкий оловянный солдатик — рассказчик
- 1978 — Илья Муромец и Соловей-разбойник — Илья Муромец / рассказчик
- 1983 — Горе — не беда — Солдат
- 1985 — Терёхина таратайка — рассказчик
- 1985 — Сказ о Евпатии Коловрате — хан Батый
- 1991 — Приключения волшебного глобуса, или Проделки ведьмы — Солдат

Зарубежные фильмы
- 1935 — Человек-невидимка (1933)
- 1948 — Сердце королевы (1940) — принц Генри Дарнли
- 1950 — Похитители велосипедов (1948) — Антонио Риччи
- 1951 — Мечты на дорогах (1948) — Паоло Бертони
- 1953 — Рим в 11 часов (1952) — Нандо
- 1954 — Два гроша надежды (1952) — Антонио
- 1955 — Утраченные грёзы (1953) — Андре Грацци
- 1955 — Жюльетта (1953) — Андре Ландрекур
- 1955 — Возраст любви (1953)
- 1955 — Смерть велосипедиста (1955) — Мигель Кастро
- 1960 — Лили (1953)
- 1960 — Большой вальс (1938) — Иоганн Штраус
- 1960 — Ночи Кабирии (1957) — Альберто Ладзари
- 1960 — Большая голубая дорога (1957) — Джованни Скварцио
- 1960 — Отверженные (1958) — рассказчик
- 1960 — Звёзды (1959) — Вальтер
- 1961 — Неизвестная женщина (1959)
- 1962 — Странствия Одиссея (1954) — Одиссей
- 1962 — Свидетель обвинения (1957) — Леонард Стивен Воул
- 1962 — Пять патронных гильз (1960) — Комиссар Виттиг
- 1962 — Столь долгое отсутствие (1961) — бродяга
- 1962 — Репортаж с петлёй на шее (1961) — Юлиус Фучик
- 1964 — Дьявол и десять заповедей (1962) — Жорж Бофор, Марсель Мессаже
- 1964 — Парижские тайны (1962) — Рудольф де Сомбрей
- 1964 — Железная маска (1962) — Шарль Д’Артаньян
- 1964 — Голый среди волков (1963) — Вальтер Кремер
- 1964 — Как быть любимой (1963)
- 1964 — Пассажирка (1963) — рассказчик
- 1965 — Пепел и алмаз (1958) — Котович
- 1966 — Цвета борьбы (1964) — Бжоза
- 1967 — Снега Килиманджаро (1952) — Гарри Смит
- 1967 — Свет за шторами (1965) — Бонцош
- 1967 — Призрак замка Моррисвилль (1966) — Сэр Ганнибал Моррис
- 1968 — Затворники Альтоны (1962) — Альбрехт фон Герлах
- 1968 — Верная Рука — друг индейцев (1965) — Джонни Гарден
- 1969 — Сто первый сенатор (ТВ) (1965) — Том Харроу
- 1969 — Фальшивая Изабелла (1968) — Ловаш
- 1969 — Летающий корабль-призрак (1969) — Капитан Призрак
- 1973 — Оклахома, как она есть (1973) — Клеон Дойл
- 1974 — Следствие закончено, забудьте (1971) — Камполони
- 1974 — Дело об убийстве Церник (1972) — Оберрат Кляйнерт
- 1974 — Двое в городе (1973) — Прокурор
- 1976 — Огни рампы (1952) — Партнёр Калверо
- 1976 — Вояж (1974) — Чезаре Браджи
- 1976 — Попутчик (1976)
- 1978 — В Сантьяго идёт дождь (1975) — Сальвадор Альенде
- 1980 — Час пик (1973)
- 1990 — Леди Джейн (1980) — Сэр Джон Бриджес

### Работы на радио

#### Радиомонтаж спектаклей
- 1948 — Карло Гольдони «Забавный случай» — Гасконь слушать
- 1951 — Максим Горький «Дачники» — Рюмин Павел Сергеевич
- 1953 — Максим Горький «Достигаев и другие» — Звонцов
- 1955 — Константин Симонов «История одной любви» — Андрей Ваганов
- 1957 — Михаил Карасёв «Павлик Морозов» (опера) — пояснительный текст
- 1958 — Ференц Легар «Граф Люксембург» (оперетта) — текст роли Рене
- 1971 — Галина Слоевская «Избираю мужество» — Ведущий
- 1972 — Фёдор Достоевский «Дядюшкин сон» — Ведущий слушать
- 1976 — Джон Патрик «Странная миссис Сэвидж» — Сэмуэл, судья слушать

#### Радиопостановки
- 1946 — Чарлз Диккенс «Дэвид Копперфилд» (реж. Роза Иоффе) — От автора слушать
- 1946 — Александр Куприн «Белый пудель» (реж. Роза Иоффе) — От автора слушать
- 1946 — Николай Гоголь «Майская ночь» (реж. Роза Иоффе) — От автора слушать
- 1949 — Валентин Катаев «Белеет парус одинокий» (реж. Николай Литвинов) — От автора
- 1949 — Тихон Сёмушкин «Ваамчо охотник» (реж. Николай Литвинов) — От автора
- 1950 — Жюль Верн «80 тысяч вёрст под водой» (реж. Осип Абдулов) — Ведущий
- 1950 — Павел Журба «Александр Матросов» (реж. Роза Иоффе) — От автора
- 1950 — Борис Изюмский «Алые погоны» (реж. Роза Иоффе) — Ведущий
- 1951 — Иван Василенко «Артёмка» (реж. Александр Столбов) — Ведущий
- 1951 — Николай Гоголь «Нос» (реж. Роза Иоффе) — От автора слушать
- 1952 — Николай Гоголь «Коляска» (реж. Антонида Ильина) — От автора слушать
- 1952 — Константин Паустовский «Повесть о лесах» — Ведущий
- 1952 — Юрий Нагибин «Трубка» (реж. Осип Абдулов) — Рыжий парень
- 1952 — Илья Чавчавадзе «Случай из жизни разбойника» (реж. Р. Чиаурели) — Всадник (Закро)
- 1952 — Фатмир Гьята «Песня о партизане Бенко» (реж. Клавдия Чаусская) — Бенко
- 1952 — Чарльз Диккенс «В английской школе» (реж. Александр Столбов) — Николас
- 1953 — Арамшот Папаян «Смотрины» (реж. Александр Платонов, Сергей Колосов) — Ведущий
- 1953 — Чарльз Диккенс «В стране полипов» (реж. Нина Герман) — От автора
- 1953 — Джанни Родари «Приключения Чиполлино» (реж. Николай Литвинов) — От автора слушать
- 1954 — Георгий Сваричовский «Человек, продавший душу дьяволу» — Сэмюэль Робинс
- 1955 — Чарлз Диккенс «Марттин Чезлвит уезжает в Америку» (реж. Роза Иоффе) — От автора
- 1955 — Максим Горький «Первомайская демонстрация» (реж. Дмитрий Вурос) — От автора
- 1955 — Георгий Лезгинцев «Южный прииск» (реж. Анатолий Липовецкий) — От автора
- 1956 — Леонид Соболев «Зелёный луч» (реж. Виктор Турбин) — От автора
- 1956 — Братья Гримм «Храбрый портняжка» (реж. Ольга Москвичева) — Портняжка Ганс слушать
- 1957 — Ромен Роллан «Жан-Кристоф» (реж. Роза Иоффе) — От автора слушать
- 1958 — Иван Тургенев «Часы» (реж. Роза Иоффе) — Рассказчик
- 1958 — Кави Наджими «Весенние ветры» (реж. Евгений Соколов) — Ведущий
- 1959 — Виктор Шкловский «Портрет» — От автора, Толстой, Крамской
- 1960 — Чингиз Айтматов «Джамиля» (реж. Марина Турчинович) — Сеит
- 1961 — Зоя Чернышёва «Песня не умрёт (Поэт И. С. Никитин)» (реж. Леонтина Макеева) — Ведущий
- 1961 — Антуан де Сент-Экзюпери «Маленький принц» (реж. Роза Иоффе) — Лётчик, Король, Пьяница, Бизнесмен, Фонарщик, Географ, Лис слушать
- 1962 — Юрий Яковлев «Мальчик с коньками» (реж. Неонила Корженевская) — От автора
- 1962 — Александр Рекемчук «Молодо-зелено» (реж. Маргарита Микаэлян) — От автора
- 1962 — Чингиз Айтматов «Первый учитель» (реж. Марина Турчинович) — Художник
- 1962 — Генрих Боровик «Это было начало» (реж. Николай Александрович) — От автора
- 1962 — Юрий Сокольников «Последняя песня» (реж. Петр Кулешов) — Бестужев
- 1963 — Савва Дангулов «Допрос в американском сенате» (реж. Борис Дубинин) — Раймонд Робинс
- 1963 — Леонид Борисов «Юность Рахманинова» (реж. Неонила Корженевская) — Ведущий
- 1963 — Сергей Мстиславский «Грач — птица весенняя» (реж. Нина Герман) — Бауман
- 1963 — Александр Чаковский «Свет далёкой звезды» (реж. Виктор Турбин) — От автора
- 1965 — Михаил Лермонтов «Тамань» (реж. Николай Александрович) — От автора
- 1965 — Ежи Стефан Ставиньский «В погоне за Адамом» (реж. Авксентий Гамсахурдия) — Автор, он же Зигмунд
- 1966 — Василий Буняев «Георг Веерт» (реж. Мария Попова) — Актёр
- 1966 — Николай Островский «Рождённые бурей» (реж. Арнольд Футликов) — От автора
- 1966 — Василий Шукшин «Случай в бензогородке» (реж. Николай Юрченко) — От автора
- 1966 — Рей Дуглас Брэдбери «451 градус по Фаренгейту» (реж. Лия Веледницкая) — Ведущий
- 1966 — Юлия Мадора «Восславивший свободу (Александр Радищев)» (реж. Лия Веледницкая) — Ведущий
- 1967 — Виктор Фогельсон «Январь 1937» (реж. Надежда Киселева) — Пушкин
- 1968 — Максим Горький «Челкаш» (реж. Антонида Ильина) — От автора слушать
- 1968 — Андрей Вейцлер «Февральский ветер» (реж. Сергей Баранов) — Астахов
- 1969 — Виктор Драгунский «Девочка на шаре» (реж. Лия Веледницкая) — Папа слушать
- 1969 — Мириам Ашкинезер «М. Н. Ермолова — первая российская народная артистка» (реж. Лия Веледницкая) — Ведущий
- 1969 — Веселин Ханчев «Золото» (реж. Кирилл Каменов) — От автора
- 1970 — Хенрик Бардиевский «Кнут» (реж. Марина Турчинович) — Миркевич, сапёр
- 1971 — Рувим Фраерман «Дикая собака Динго, или Повесть о первой любви» (реж. Лия Веледницкая) — От автора слушать
- 1972 — Николай Гоголь «Ночь перед Рождеством» (реж. Антонида Ильина) — От автора слушать
- 1972 — Владимир Брагин «В стране дремучих трав» (реж. Евгений Агуров) — Академик Калганов
- 1972 — Виктор Любовцев «И вечный бой» (реж. Вячеслав Волынский) — Ленин
- 1972 — Георгий Тушкан «Джура» (реж. Лия Веледницкая) — Аксакал
- 1973 — Константин Паустовский «Телеграмма» (реж. Лия Веледницкая) — От автора
- 1974 — Константин Станюкович «Утро на клипере „Красавец“» (реж. Марина Турчинович) — Бездолин, командир слушать
- 1975 — Чингиз Айтматов «Толгонай»
- 1976 — Александр Пушкин «В имении Троекурова» (инсц. Виктор Порудоминский, реж. Лия Веледницкая) — От автора, Владимир Дубровский
- 1977 — Владимир Порудоминский «Горные вершины» — Лермонтов слушать
- 1978 — Александр Пушкин «Дубровский» (реж. Лия Веледницкая) — От автора слушать
- 1978 — Зоя Чернышёва «Окно в неизведанное (Жолио-Кюри)» (реж. Татьяна Сапожникова) — Фредерик Жолио-Кюри
- 1978 — Валентин Катаев «Зимний ветер» (реж. Борис Тираспольский) — От автора
- 1980 — Зоя Чернышёва «Девушка с портфелем» (реж. Татьяна Сапожникова) — Ленин
- 1981 — Александр Пушкин «Полтава» (реж. Вера Дубовская) — От автора
- 1981 — Александр Пушкин «Анджело» — От автора
- 1982 — Любовь Воронкова «Девочка из города» (реж. Николай Грунин) — Ведущий слушать
- 1983 — Всеволод Некрасов «Родные просторы» (реж. Лия Веледницкая)
- 1983 — Иван Тургенев «Бежин луг» (реж. Лия Веледницкая) — От автора
- 1983 — Ян Штявницкий «Красильщик Матуш и прекрасная Зузанна» (реж. Николай Грунин) — Серафин
- 1984 — Украинская народная сказка «Летучий корабль» (реж. Лия Веледницкая) — Ведущий
- 1985 — Людмила Зельманова «Их имена забыться не должны» (реж. Владимир Малков) — Генерал Липарский
- 1987 — К. Э. Циолковский
- 1988 — А. Н. Туполев (реж. Евгений Малевский)
- 1989 — Кайсын Кулиев «Сказка Солнца», «Зелёная сказка», «Забавная сказка», «Сказка о добром муравье» (реж. Виктор Трухан)

#### Детские радиопередачи
- 1946 — Невидимка (радиожурнал). Выпуск № 9
- 1947 — Невидимка (радиожурнал). Выпуски № 15,17
- 1949 — Невидимка (радиожурнал). Выпуск № 18
- 1951 — Невидимка (радиожурнал)
- 1952 — Клуб знаменитых капитанов. Встреча 46-я — Гайявата
- 1968 — Клуб знаменитых капитанов. Встреча 74-я — Шерлок Холмс
- 1970 — Край родной, навек любимый
- 1972 — Клуб знаменитых капитанов. Встреча 87-я — Дон Кихот
- 1976 — Почтовый дилижанс в стране литературных героев. Рейс № 12
- 1978 — Зелёная палочка
- 1979 — Почтовый дилижанс в стране литературных героев. Рейс № 34
- 1979 — Почтовый дилижанс в стране литературных героев. Рейс № 36
- 1981 — Почтовый дилижанс в стране литературных героев. Рейс № 56
- 1981 — Как Принц Датский чуть не поссорился с Дон Кихотом Ламанчским
- 1982 — Почтовый дилижанс в стране литературных героев. Рейс № 77
- 1983 — Обломов наоборот
- 1983 — Почтовый дилижанс в стране литературных героев. Рейс № 81
- 1985 — Почтовый дилижанс в стране литературных героев. Рейс № 106

#### Литературные радиопередачи
- 1963 — Переписка А. М. Горького с А. П. Чеховым (реж. Антонида Ильина) — Чехов
- 1982 — А. П. Чехов в воспоминаниях современников (реж. Лия Веледницкая)
- 1980 — Жизнь поэта Сергея Есенина:
  - Передача 1-я. «Истоки»
  - Передача 2-я. «Утверждение таланта»
  - Передача 3-я. «На стороне Октября»
  - Передача 4-я. «Яростный попутчик»
  - Передача 5-я. «Время Есенина»
- 1980 — Пушкинский час. Передача 2-я: «Руслан ищет меч» (реж. Надежда Киселева) — Жуковский
- 1982 — Пушкинский час. Передача 3-я: «Ужели слово найдено?» (реж. Надежда Киселева) — Батюшков
- 1987 — Пушкинский час. Передача 6-я: «Борис Годунов» (реж. Надежда Киселёва)

#### Литературно-музыкальные композиции
- 1967 — Сергей Есенин (реж. Юрий Прокушев) слушать
  - Часть 1-я. «Тебе, о, Родина, сложил я песню ту»
  - Часть 2-я. «Россия! Сердцу милый край!»
  - Часть 3-я. «Звени, звени, златая Русь…»
- 1975 — Стихи и песни на стихи Михаила Исаковского
- 1975 — Прометей (реж. Галина Каблова)
- 1986 — Песнь любви (реж. Галина Каблова)
- Константин Паустовский «В один из зимних вечеров» — От автора слушать

#### Художественное чтение
- 1950 — Зиновий Телесин «Сказка про Кэнди Бичем из Алабамы»
- 1955 — Эрнест Миллер Хемингуэй «Старик и море» (страницы повести)
- 1958 — Русская народная сказка «Ваня и Маша»
- 1962 — Сергей Андреев-Кривич «Три портрета А. И. Герцена» (очерк)
- 1962 — Николай Гарин-Михайловский «На практике» (рассказ)
- 1968 — Алексей Толстой «Детство Никиты» (рассказ) слушать
- 1968 — Мифы и легенды страны Маори: «Уенуку и девушка-туман», «Муравей и цикада» (реж. Галина Каблова)
- 1973 — Иван Тургенев «Муму» (рассказ) слушать
- 1973 — Александр Пушкин «Дубровский»: Глава I слушать, Главы IV, VIслушать
- 1975 — Рустем Кутуй «Годовые кольца» (новелла)
- 1976 — Эрнест Миллер Хемингуэй «Праздник, который всегда с тобой» (радиокомпозиция)
- 1976 — Александр Пушкин «Станционный смотритель» (повесть) слушать
- 1977 — Виктор Астафьев «Последний поклон» (страницы книги): «Деревья растут для всех», «Зорькина песня», «Гуси в полынье» (реж. Антонида Ильина)
- 1983 — Йонас Авижюс «Хамелеоновы цвета» (страницы романа)
- 1985 — Борис Раевский «Большое и малое»

#### Поэтические чтения
- Поэзия Александра Пушкина
  - 1949 — «19 октября»
  - 1958 — «Медный всадник»
  - 1973 — «Руслан и Людмила», «Москва!..» слушать, «Зимнее утро», «Няне» слушать
  - 1974 — «Певец», «Ночной эфир», «В крови горит огонь желанья», «И. И. Пущину», «Зимняя дорога», «П. А. Осиповой» (П. А. О.), «Если жизнь тебя обманет», «Воспоминание», «Ты и Вы», «Её глаза», «Не пой, красавица, при мне»
  - 1976 — «У Лукоморья», «Няне», «Узник», «Анчар», «Туча», «Встаёт заря», «В тот год осенняя погода»
  - 1982 — «Муза», «Таврида» (неоконченное), «Наперсница волшебной старины», «Моё завещание. Друзьям», «Редеет облаков летучая гряда»
- Поэзия Михаила Лермонтова
  - 1958 — «Как часто, пёстрою толпою окружён…», «Мцыри» слушать
  - 1963 — «Графине Ростопчиной», «Дубовый листок», «Никто моим словам не внемлет…», «Поэт», «Родина», «Три пальмы»
  - 1964 — «Благодарность», «Выхожу один я на дорогу…», «На севере диком стоит одиноко…»
  - 1971 — «Гляжу на будущность с боязнью…», «И скучно, и грустно…», «Оправдание»
  - 1973 — «Дума», «Кинжал», «Как часто, пёстрою толпою окружён…», «Когда волнуется желтеющая нива», «Памяти А. И. Одоевского», «Пророк», «Я не унижусь пред тобою…» (реж. Марина Турчинович)
  - 1984 — «Родина», «Бородино», «Поэт», «Гляжу на будущность с боязнью…», «Не смейся над моей пророческой тоской…» (реж. Владимир Романычев)
- 1950 — Поэма Степана Щипачёва «Домик в Шушенском»
- 1957 — Поэма Григола Абашидзе «Весна»
- 1967 — Поэма Николая Тихонова «Сами»
- 1968 — Стихи Перси Биш Шелли: «Смотри в глаза мои…», «Констанции, когда она пела», «К музыке», «Перевал через Апеннины», Набросок «Песни луны». «О, не страшись моих лобзаний…», «Давно умолкнула…», «Опошлено слово одно», «Островок»
- 1969 — Поэзия Николая Некрасова: «Коробейники», «На Волге» слушать
- 1972 — Стихи Валерия Брюсова: «Ассаргадон», «Город», «Кинжал», «Ленин», «1920-тый», «Работа»,, «Сонет к форме», «Хвала человеку», «Юному поэту»
- 1972 — Стихи Александра Твардовского: «Ни ночи нету мне, ни дня…», «Час рассветный подъёма…», «Ты дура, смерть…», «Не знаю, как бы я любил…», «О сущем», «Слово о словах», «Не хожен путь…», «Космонавт», «Памяти матери», «Кружились белые берёзки…», «Спасибо, моя родная…»
- 1975 — Поэзия Сергея Есенина: «Анна Снегина» слушать
- 1975 — Стихи Франсуа Вийона: «Баллада о дамах прошлых лет»
- 1975 — Стихи Максима Рыльского: «Есть такие строки у Верлена…», «Ковыль и стрепет», «Когда копают картошку…», «Приметы весны», «Розы и виноград», «Третье цветенье»
- 1976 — Стихи Уолта Уитмена: «Летописцы будущих веков», «Слышу, поёт Америка», «Приснился мне город», «Тебе», «Ради чего, вы думаете я берусь за перо?», «Если бы мне было дано», «На кораблях в океане», из «Песни большой дороги», «Первый одуванчик», «Лучшие уроки», «Стариковское спасибо», «Когда я читаю о горделивой славе», «Поэтам, которые будут», «Молодость, день, старость и ночь», «Много, много времени спустя», из «Песни о себе»
- 1978 — Стихи Алексея Толстого: «Когда кругом безмолвен лес дремучий», «Звонче жаворонка пенье», «Острою секирой ранена берёза», «Во дни минувшие бывало», «Коль любить, так без рассудка», «Есть много звуков в сердца глубине»
- 1978 — Стихи Белле Жаошен Дю: «Блажен, кто странствовал подобно Одиссею…», «Блажен, кто устоял…», «Бог мой, ну до чего противен даже вид…», «Вовеки прокляты год, месяц…», «Да, было так…», «Когда мне портит кровь…», «Кто влюбчив, тот хвалы возлюбленным поёт…», «Кто может, мой Байель, под небом неродным…», «Невежде проку нет…», «Увы! Где прежняя насмешка над фортуной…», «Я не люблю двора…»
- 1979 — Стихи Шамсуддина Хафиза: «Эй, проповедник…», «Ты, чьё сердце…», «Весть пришла…», «Культура»
- 1979 — Стихи Самуила Маршака: «Лес», «О том, как хороша природа…», «В полутьме я увидел: стояла…», «Апрельский дождь прошёл впервые…», «Как празднично сад расцветила сирень…». «Бывало полк стихов маршировал», «Мы принимаем всё, что получаем…», «Старик Шекспир…», «Пускай стихи, прочитанные просто…», «Расти, дружок, и крепни понемногу…», «Как лишний вес мешает кораблю…», «Шурша узорчатою шиной…»
- 1979 — Стихи Юлиана Тувима: «О нас, влюблённых», «Воспоминание», «Письмо», «Сказать тебе не смею», «Опечатка», «Рассвет», «Апрельская берёзка», «Майский аптекарь», «Случилось так», «Черешни», «Стихотворение», «Акация», «Тёмное небо», «Воспоминание», «Судьба», «Муза, или несколько слов»
- 1980 — Стихи Евгения Баратынского: «Весна!», «Звезда», «Весна»
- 1980 — Стихи Афанасия Фета: «Уснуло озеро», «В дымке-невидимке», «Тёплый ветер тихо веет…», «Ещё весны душистой нега…», «Кукушка», «С гнёзд замахали крикливые цапли», «Когда смущённый умолкаю…»
- 1981 — Стихотворения Ивана Бунина: «Весенний вечер», «Подснежники», «Счастье», «Чибисы», «Псковский бор», «Отчего ты печально, вечернее небо?…», «Утро», «Первая любовь», «К прибрежью моря длинная аллея…», «Ночь наступила, день угас…», «Ночь печальна, как мечты мои…», «На просёлке», «Под тучей», «Открыты жнивья золотые…», «Затишье», «Отошли закаты на далёкий север…»
- 1981 — Стихи Аттилы Йожефа: «Искусство поэзии», «Флора», «Наконец»
- 1982 — Стихи Фёдора Тютчева: «Вечер, мглистый и ненастный», «Сумерки», «Есть много мелких безымянных…»